# PZL.4
A PZL.4 lengyel hárommotoros utasszállító repülőgép volt az 1930-as évek elején, melyet a varsói Állami Repülőgépgyárak (PZL) készített. Az elégtelen teljesítménye miatt nem gyártották sorozatban, csak egy prototípusa készült el. A LOT több évig használta próbaüzemben. 1936-ban selejtezték, majd szétbontották.

## Története
A repülőgép a lengyel Közlekedési Minisztérium pályázatára készült. Ezt egy hárommotoros, tíz utas szállítására alkalmas utasszállítóra írták ki 1928-ban a LOT lengyel légitársaság számára, amely a meglévő Fokker F.VIIB/3M hárommotoros utasszállító repülőgépei helyett akart modernebb gépeket üzembe állítani. További feltétel volt a Škoda Wright Whirlwind J–5 motorok alkalmazása, melyet a Škoda Művek lengyelországi üzeme is gyártott.
A pályázaton a Franciaországban, a Bernard repülőgépgyárban dolgozó lengyel mérnök, Zygmunt Bruner T–600-as jelzésű terve nyert. (A Podlasiei Repülőgépgyár a PWS–23-as bombázó utasszállító változatával, a PSW–23T-vel indult a pályázaton, de alulmaradt Bruner tervével szemben.) A gép az akkor korszerűnek számító, a nagy repülőgépgyárak – pl. Junkers, Fokker, Ford – által is alkalmazott hárommotoros elrendezést követte (két motor a szárnyak alatt, egy az orrban). A tervezésbe és fejlesztésbe bekapcsolódott a PZL is. 1929-ben a PZL létrehozott egy párizsi irodát, ahol a Lengyelországból küldött mérnökök – többek között Franciszek Misztal – dolgoztak a terveken Bruner irányításával. A részletes műszaki dokumentáció 1930-ban készült el Varsóban, ahol Stanisław Prauss irányításával elkezdték a prototípus építését. A repülőgép a PZL.4 típusjelzést kapta. (Ezt a típusjelzést korábban egy egymotoros utasszállító tervénél már használta a PZL, de az a gép akkor alulmaradt a PWS–20-al szemben és nem építették meg.)
Az SP-AGY lajstromjellel ellátott prototípus 1932. január 8-án emelkedett először a levegőbe Bolesław Orliński pilótával a fedélzetén. A gépet 1932 őszétől 1935-ig a LOT próbaüzem keretében használta és tesztelte. A repülőgép üres tömege 730 kg-mal, 22%-kal lett nagyobb a tervezettnél, emiatt a várakozásokhoz képes jelentősen elmaradt a repülési teljesítménye. A gép az ugyanolyan motorokkal repülő Fokker F.VIIB/3M gépeknél is rosszabb repülési teljesítményt mutatott. A gyártó nagyobb teljesítményű, 300 LE-s Gnome-Rhône K–7-es, vagy 450 LE-s Pratt & Whitney Wasp motorok alkalmazását javasolta, ezt a LOT azonban elvetette. Emellett az erősebb motorok alkalmazása a sárkányszerkezet megerősítését is igényelte volna. Az elégtelen teljesítmény miatt a LOT nem tartott igényt a gépre, helyette inkább a meglévők mellé további Fokker F.VIIB/3M gépeket állított üzembe. A megrendelő visszalépése miatt a gép sorozatgyártására nem került sor. A LOT a gépet 1936-ban selejtezte, majd 1937-ben szétbontották.

## Jellemzői
Teljesen fémépítésű, dúralumíniumból készített, felsőszárnyas elrendezésű repülőgép. A szabadonhordó szárnyak kétfőtartósak. A szárnyakat és a vezérsíkokat bordázott dúralumínium lemezzel borították, a törzs sima lemezborítást kapott. A szárny trapéz alaprajzú, lekerekített szárnyvégekkel.
A pilótakabin és az utaskabin is teljesen zárt volt. A kétfős személyzet mellett az utaskabinban 10 utas elhelyezésére volt lehetőség. A pilótakabint kettőzött kezelőszervekkel látták el. A poggyásztér a törzs hátsó részében helyezkedett el.
A repülőgépet három darab Škoda Wright Whirlwind J–5A kilenchengeres léghűtéses csillagmotorral szerelték fel, melyek teljesítménye egyenként 183 kW (249 LE) volt. A motorok közül egyet az orrba, kettőt a félszárnyakon elhelyezett áramvonalas gondolába építettek be. A csillagmotorok köré a légellenállást csökkentő Townend-gyűrűt helyeztek el. A motorok változó emelkedésű, Heddernheimer Kupferwerke gyártmányú fém légcsavarokat hajtottak. A repülőgép 915 liter összkapacitású üzemanyagtartállyal rendelkezett, melyek a szárnyban helyezkedtek el. A gép átlagos üzemanyag-fogyasztása óránként 180 liter volt.
Futóműve hagyományos, hárompontos. A nagy méretű, 1,1 m átmérőjű főfutók egy V alakú, a törzs alsó részéhez kapcsolódó lengőkaron helyezkedtek el, amelyeket Messier típusú, olaj-levegő töltésű lengéscsillapítókkal kapcsolódtak a törzshöz a szárnytőben.

## Műszaki adatok
Geometriai méretek és tömeg-adatok
- Szárnyfesztáv: 24,4 m
- Hossz: 16,5 m
- Magasság: 3,3 m
- Szárnyfelület: 77 m²
- Üres tömeg: 4081 kg
- Hasznos terhelés: 1505 kg
- Normál felszálló tömeg: 5586 kg

Motorok
- Típusa: Škoda Wright Whirlwind J–5A kilenchengeres, léghűtéses, benzinüzemű csillagmotor
- Száma: 3 db
- Maximális teljesítmény: 183 kW (249 LE)

Repülési jellemzők
- Maximális sebesség: 190 km/h
- Gazdaságos utazósebesség: 170 km/h
- Átesési sebesség: 105 km/h
- Emelkedőképesség: 2,2, m/s
- Legnagyobb repülési magasság: 2800 m
- Hatótávolság: 800 km